# Odder Håndbold
Maillots
Actualités
L'Odder Håndbold est un club danois de handball basé à Odder dans le Jutland central. Le club évolue en Håndboldligaen.

## Historique
- ?: Fondation de l' Odder Håndbold.
- 2014: Monté en Håndboldligaen.